# Fabiano Rust
Fabiano Rust, né le 16 janvier 2005 à Delft, est un footballeur néerlandais qui évolue au poste d'avant-centre au Feyenoord Rotterdam.

## Biographie

### Carrière en club
Né à Delft, en Hollande-Méridionale, Rust a commencé à jouer au football dans sa ville natale, avant de passer par l'ADO Den Haag, pour finalement intégrer l'académie du Feyenoord à l'été 2020,.
Ayant signé son premier contrat professionnel avec le club de Rotterdam au printemps 2021, il s'illustre la saison suivante par un nombre remarqué de buts, avec une moyenne de presque une réalisation par match au sein des moins de 17 ans, connaissant même ses premiers passages aux échelons supérieurs,.

### Carrière en sélection
Fabiano Rust est international néerlandais en équipes de jeunes. En avril 2022, il est sélectionné avec l'équipe de Pays-Bas des moins de 17 ans pour l'Euro 2022.
Remplaçant lors de la compétition continentale, il connait une titularisation pour le dernier match de poule contre la France, une victoire 3-1 face aux futurs vainqueurs. Les Pays-Bas se qualifient ensuite pour la finale du tournoi, après avoir battu l'Italie 2-1 en quart, puis avec une victoire aux tirs au but face à la Serbie en demi-finale, au cours de laquelle Rust fait également une entrée.

## Style de jeu
Buteur prolifique en équipes de jeunes, Fabiano Rust est un avant-centre reconnu pour sa mobilité et son sens de l'espace, possédant ainsi également les qualités pour être determinant dans la construction du jeu.

## Palmarès
| Pays-Bas -17 ans - Championnat d'Europe -17 ans : - Finaliste : 2022. |